# 다니엘레 가스탈델로
다니엘레 가스탈텔로(이탈리아어: Daniele Gastaldello, 1983년 6월 25일 ~ )는 이탈리아 전 축구 선수이며, 현역 시절 포지션은 수비수였다.